# Helen Stephens
Helen Herring Stephens, ameriška atletinja, * 3. februar 1918, Fulton, Misuri, ZDA, † 17. januar 1994, St. Louis, Misuri.
Helen Stephens je nastopila na Poletnih olimpijskih igrah 1936 v Berlinu, kjer je osvojila naslova olimpijske prvakinje v teku na 100 m in v štafeti 4x100 m. S časom 11,5 s na 100 m bi postavila nov svetovni rekord, toda dosežek zaradi premočnega vetra v hrbet ni priznan. Nastopila je tudi v metu diska, ker je zasedla deveto mesto.